# ديدير دومي
ديدير دومي (2 مايو 1978 بسارسيل في فرنسا - ) (بالفرنسية: Didier Domi)‏ هو لاعب كرة قدم فرنسي في مركز الظهير. شارك مع منتخب فرنسا تحت 16 سنة لكرة القدم ومنتخب فرنسا تحت 19 سنة لكرة القدم ومنتخب فرنسا تحت 21 سنة لكرة القدم. أما مع النوادي، فقد لعب مع إسبانيول وباريس سان جيرمان وليدز يونايتد ونادي أولمبياكوس ونيو إنجلاند ريفولوشن ونيوكاسل يونايتد.

## وصلات خارجية
- ديدير دومي على موقع الاتحاد الأوربي (الإنجليزية)
- ديدير دومي على موقع رابطة كرة القدم الفرنسية للمحترفين (الإنجليزية)
- ديدير دومي على موقع الدوري الأمريكي (الإنجليزية)
- ديدير دومي على موقع قاعدة بيانات كرة القدم.إي يو (الإنجليزية)
- ديدير دومي على موقع ليكيب (الفرنسية)
- ديدير دومي على موقع Soccerbase.com (لاعب) (الإنجليزية)
- ديدير دومي على موقع عالم كرة القدم.نت (الإنجليزية)